# Автокатастрофа (фильм)
«Автокатастро́фа» (англ. Crash) — художественный фильм режиссёра Дэвида Кроненберга, снятый по мотивам одноимённого романа Джеймса Балларда, написанного в 1973 году. Он рассказывает об одной из форм сексуальной девиации группы людей, получающих сексуальное удовольствие от автокатастроф. Фильм породил многочисленные дискуссии. Сам Дэвид Кроненберг произнёс: «Это опасный фильм. Во многих отношениях».
Реакция на «Автокатастрофу» общественности была крайне противоречивой. В то время как некоторые превозносили фильм за художественную смелость и оригинальность, другие критиковали его за чрезмерную откровенность в изображении сексуальных девиаций. На Каннском фестивале он взял Специальный приз жюри «За мужество, смелость и оригинальность». Необычное музыкальное сопровождение к фильму было написано Говардом Шором.

## Сюжет
Действие фильма происходит в Торонто. Джеймс Баллард (Джеймс Спейдер), кинопродюсер, потерял связь со своей женой, Кэтрин (Дебора Кара Унгер). В самом начале фильма показывается, как супруги изменяют друг другу, а позже холодно занимаются любовью. Они возбуждаются лишь при обсуждении интимных деталей своих внебрачных встреч.
Возвращаясь ночью домой с работы на машине, Баллард сталкивается лоб в лоб с автомобилем. Мужчина-пассажир, вылетев через лобовое стекло, погибает. Женщина-водитель, доктор Хелен Ремингтон (Холли Хантер), жена погибшего пассажира, пытаясь отстегнуть ремень безопасности, случайно обнажает грудь.
Попав с травмами в больницу, Баллард снова встречает доктора Ремингтон, а также мужчину по имени Вон (Элиас Котеас), который проявляет повышенный интерес к аппарату, фиксирующему переломные кости ноги Балларда и фотографирует его.
После лечения у Ремингтон и Балларда начинается роман, преимущественно разжигаемый их совместным опытом автокатастрофы. Всё, связанное с сексом, у них происходит в машинах. Пытаясь понять, почему они настолько зациклены на автомобильных авариях, они отправляются посмотреть на спектакль Вона, воссоздающий подлинную картину автокатастрофы, в которой погиб Джеймс Дин, с оригинальными машинами и водителями-каскадёрами. Когда полиция срывает встречу, Баллард убегает вместе с Ремингтон и Воном.
Баллард становится одним из последователей Вона, для которых машины являются сексуальным фетишем. Они одержимы просмотром видеороликов с испытаниями систем безопасности автомобилей и фотографированием мест дорожно-транспортных происшествий. Баллард сидит за рулём кабриолета «Lincoln», принадлежащего Вону и едет по городу в то время, как Вон снимает и пользуется услугами уличных проституток, а позже жены Балларда. В свою очередь, у Балларда возникает интрижка с одним из членов группы, Габриэль (Розанна Аркетт), красивой женщиной, на ногах которой ортопедические протезы. Фильм демонстрирует не только гетеросексуальные контакты в машинах. Во время просмотра видеороликов автокатастроф доктор Ремингтон становится чрезвычайно возбуждённой и начинает трогать между ног одновременно у Балларда и Габриэль, намекая на неизбежный триолизм. Вон и Баллард в конечном итоге занимаются сексом. Габриэль и Ремингтон также занимаются сексом.
Хотя Вон сначала заявляет о том, что ему интересна «перестройка человеческого тела современной технологией», на самом деле его программа заключается в оживлении философии, гласящей, что автомобильная катастрофа «скорее обогащает, нежели разрушает, служит звеном между умершими и энергией, которая невозможна ни в каком другом виде».
Фильм достигает кульминации со смертью Вона и заканчивается, когда Баллард не совсем умышленно устраивает аварию, в которую попадает его жена. Автокатастрофы как фетиш и сексуальные эксперименты вносят разнообразие в жизнь Балларда и героев фильма.

## Актёрский состав
- Джеймс Спейдер — Джеймс Баллард
- Дебора Кара Ангер — Кэтрин Баллард
- Элиас Котеас — Вон
- Холли Хантер — Хелен Ремингтон
- Розанна Аркетт — Габриэль
- Питер Макнилл — Колин Сигрейв
- Никки Гуаданьи — татуировщица

## Съёмочная группа
- Режиссёр — Дэвид Кроненберг
- Автор сценария — Дэвид Кроненберг
- Оператор — Питер Сушицки
- Монтаж — Рональд Сандерс[англ.]
- Художник-постановщик — Кэрол Спир[англ.]
- Композитор — Говард Шор
- Продюсер — Дэвид Кроненберг

## Отклики
Объявление в Каннах о вручении фильму специального приза вызвало крики протеста. В течение последующего года фильм не мог найти дистрибутора в США. Негласную войну «аморальной» ленте объявил сам Тед Тернер. В британской газете Daily Mail публиковались призывы бойкотировать прокат фильма в Великобритании. Режиссёр объясняет столь болезненную реакцию тем, что фильм не удавалось запихнуть на готовую полочку с ярлыком — это была не порнография, не научная фантастика, и не обычная голливудская ода сексу и насилию. Показанный зрителю «реальный мир» оказывался совершенно нереальным. По своим исходным данным «Автокатастрофа» напоминала голливудский фильм и в ней играли голливудские актёры, — вспоминает режиссёр. — Но всё остальное — интонации, эмоции, проблематика, фабула, музыка — было чуждо Голливуду. Это сбивало людей с толку, и они не знали, как на это реагировать".
В «Автокатастрофе» я использовал автомобиль не только как сексуальный образ, но и как всеобъемляющую метафору места человека в современном обществе. Это предостережение по поводу залитой светом, соблазнительной и брутальной зоны, которая всё более и более убедительно манит нас с закраинки технологического пейзажа.
Из интеллектуальных критиков Дж. Розенбаум отметил, что фильм о торжестве влечения к смерти снят «мастерски», хотя он и уступает книге. По мнению критика, ограниченность «Автокатастрофы» заложена в исходном материале, где изобилуют монотонные повторения аварий и совокуплений, всё строится вокруг единственной базовой метафоры и зрителю сложно отождествить себя с кем-либо из персонажей. Высоко оценил фильм Дж. Хоберман, отметивший пронизывающее его меланхолическое настроение, в котором тонут намёки на нестандартный, сухой юмор (когда одна машина едет на хвосте у другой, это уподобляется сексу сзади). Сам Баллард благосклонно воспринял киноверсию романа и стал пропагандировать творчество Кроненберга у себя на родине.

## Проблематика
Для Кроненберга технологии, в том числе производство автомобилей, — плоды человеческого разума и своего рода естественное продолжение человеческого тела. В «Автокатастрофе» он возвращается к своей излюбленной теме: как современные технологии меняют человека и его сексуальную жизнь. Он отмечает, что в истории человечества наступил момент, когда воспроизводство вида стало возможно искусственными средствами, без помощи секса: «Мы могли бы объявить вековой мораторий на секс и человеческий род не перестал бы существовать». Режиссёр задаётся вопросом о том, каково место секса в новых условиях.
«Автокатастрофа» Дж. Балларда — любимый роман философа Ж. Бодрийяра — рисует мир человечества настолько отчужденным и пресыщенным, что общение и эмоции возможны только путём травматического опыта, такого, как авария. В фантазийном, полуабстрактном мире Балларда и Кроненберга векторы танатоса и эроса совпадают в едином акте соития через созданную человеком технологию. Дж. Розенбаум отмечает, что в фильме человеческая кожа уподобляется гламурно подсвеченной, фетишизированной поверхности автомобилей; камера бесшовно скользит от одного к другому. Как фетиш автомобили и аварии воспринимают «избранные» — тайное общество наподобие бойцовского клуба в романе Паланика.

## Награды и номинации

### Награды
- 1996 — Каннский кинофестиваль
  - Специальный приз жюри — Дэвид Кроненберг
- 1996 — Премия «Джини»
  - Лучшая режиссура — Дэвид Кроненберг
  - Лучший адаптированный сценарий — Дэвид Кроненберг
  - Лучшая операторская работа[англ.] — Питер Сушицки
  - Лучший монтаж — Рональд Сандерс[англ.]
  - Лучший звуковой монтаж — Том Бьелич, Уэйн Гриффин, Джон Лэйнг, Энди Малкольм, Джон Дуглас Смит[англ.], Дейл Шелдрейк, Дэвид Эванс
  - Премия «Золотая бобина»[англ.] — Роберт Лантош, Джереми Томас, Дэвид Кроненберг
- 1998 — AVN Award
  - Лучший альтернативный полнометражный фильм для взрослых

### Номинации
- 1996 — Каннский кинофестиваль
  - Золотая пальмовая ветвь — Дэвид Кроненберг
- 1996 — Премия «Джини»
  - Лучший фильм — Дэвид Кроненберг
  - Лучшая звукорежиссура — Тони ван ден Аккер, Кристиан Т. Кук, Дэвид Ли, Дино Пигат, Лу Соляковский, Орест Сушко[англ.]
- 1998 — Motion Picture Sound Editors
  - Премия «Золотая бобина»